# إيبارتين أوكلار
إيبارتين أوكلار. (بالفرنسية: Hubertine Auclert)‏، ولدت 10 أبريل 1848 في قرية تيلي، بلدية سانت بريست (اليي) وتوفت 8 أبريل 1914 في باريس، ناشطة نسوية فرنسية للحصول على حق المرأة في الأهلية ومنح المرأة حق التصويت.

## حياتها المبكرة
وُلدت أوكلير في إقليم أليي التابع لأوفرنيي في فرنسا لعائلة من الطبقة المتوسطة، توفّي والدها عندما كانت في الثالثة عشر من عمرها، وبعثت بها أمها لتدرس في دير كاثوليكي روماني، فأرادت في صغرها أن تصبح راهبة، ولكنها تركت الدير في سن السادسة عشر، لتعيش مغتربة عن أمها مع عمها لبضع سنوات قبل أن تضطر للعودة للدير، ومن ثم عاودت وتركته للأبد عام 1869 وانتقلت لباريس.
هناك في باريس، فتح كل من الإطاحة بالإمبراطور نابليون الثالث وإنشاء الجمهورية الثالثة المجال لنشاط النساء، اللاتي بدأن بالمطالبة بإحداث تغييرات في قانون نابليون لتأمين التعليم والاستقلال الاقتصادي للنساء، علاوة على تشريع الطلاق.

## النشاط السياسي والنسوي
ألهمت النشاطات رفيعة المستوى لكل من ماريا ديريزم وليون ريشيه أوبرتين أوكلير لتنخرط بالنضال النسوي، إلى أن أصحبت سكرتيرة ريشيه ذاته، وقد كانت مناضلة ضد رجال الدين نظراً لتأثرها بحياتها في الدير الكاثوليكي، حالها كحال العديد من مناصرات النسوية الجمهوريات والقياديات في ذاك الزمن، وفي الوقت الذي توجّه فيه التركيز الأساسي لحركة النسوية الفرنسية لتغيير القوانين، أخذت أوكلير خطوة أبعد مطالبةً بإعطاء النساء حق الترشح للمكتب العام، انطلاقاً من منظورها بأن القوانين الظالمة لم تكن لتُقر إذا أُخذ بآراء المشرّعات الإناث، وفي عام 1876 أسست أوكلير جمعية حقوق النساء التي دافعت عن حق المرأة بالاقتراع، وفي عام 1883 غيرت الجمعية اسمها رسمياً لجمعية اقتراع النساء.
أقيم المؤتمر العالمي لحقوق المرأة عام 1878 في باريس، ولكنه أثار استياء أوكلير لأنه لم يدعم حق المرأة في الاقتراع، فاعتزمت إطلاق ثورة ضريبية بدأت عام 1880، وحاججت بأنه لا تنبغي مطالبة النساء بدفع الضرائب طالما لا يوجد من يمثّلهن، وقد كان من بين مستشاريها القانونيين المحامي أنتونين ليفرييه الذي تزوجته لاحقاً.
في الثالث عشر من شباط/ فبراير عام 1881، أطلقت أوكلير جريدة المواطِنة الشهرية، التي نادت بعلو الصوت بتحرير النساء، وقد تلقت الجريدة الدعم العلني حتى ممن كانوا من نخبة الحركة النسوية، أمثال سيفيرين وماري باشكيرتسيف البارزتين في المجتمع، واللتين كتبتا عدة مقالات في الجريدة، كما جلبت أوكلير مصطلح النسوية في كتاباتها للغة الإنكليزية في تسعينيات القرن التاسع عشر، علماً أن تشارلز فوريي كان أول من صاغه.
التمست أوكلير حقوق النساء بشغف في مؤتمر العمال الاشتراكيين المُبرم في مارسيليا في عام 1879، ودافعت عن حاجتهن للاستقلال الاقتصادي نظراً لأمومتهن الطبيعية، كما كانت أوكلير فرداً من لجنة خاصة معنية بالتفكّر بمساواة المرأة، وقد مُنحت ساعة كاملة لتلقي خطاباً في المؤتمر حيال ذلك، وقد دُعيت بعد خطابها لتترأس لجنة لتحضير بيان عن حقوق المرأة، أشار إلى أن النساء ينبغي أن يمتلكن الحقوق الاجتماعية، والقانونية، والسياسة والعملية ذاتها التي يمتلكها الرجال، وقد وافق عليه المؤتمر.
شرّعت الحكومة الفرنسية الطلاق أخيراً عام 1884، ولكن أوكلير استنكرت الانحياز السافر للقانون ضد النساء لدرجة أنه أصرّ على منع المرأة من الاحتفاظ بأجورها، لذا اقترحت فكرتها الراديكالية آنذاك بأنه ينبغي وجود عقد زواج مع فصل ملكية الزوجين.

## الجزائر والنسوية
انتقلت أوكلير وزوجها للجزائر عام 1888، حيث بقيا لأربع سنوات حتى توفّي وعادت هي إلى باريس، وقد استغلت فترة إقامتها في الجزائر بدراسة الحياة اليومية للنساء العربيات بشكل مكثف وتسجيلها، وقد وازنت بين التعصّب الذكري ضد النساء في فرنسا والتعصب العرقي ضد الخاضعين للاستعمار الفرنسي في الجزائر، لأنها رأت أن الجزائريين الفرنسيين يفعلون ما بوسعهم لإبقاء العرب بحالة من الجهل تجعل من السهل استغلالهم والسيطرة عليهم.
كما وازى نشاطها في سبيل حقوق النساء الجزائريات النسوية العائلية أو (الأمومية) التي ناصرتها في فرنسا، إذ رات أن ذاك التعصّب تمثل في تواطؤ الفرنسيين مع الذكور العرب لقمع تعليم العربيات، واعتماد بعض الممارسات الإسلامية المتضمنة الزواج من صغيرات السن، وتعدد الزوجات، وتجارة العروس، والتي حدّت جميعها من حقوق النساء العربيات.
انطلقت أوكلير من واجبها الأخلاقي لتحسّن أوضاع العربيات من أجل تمكينهن من الحصول على كرامة المرأة الفرنسية ذاتها، إذ سعت قضائياً -أثناء وجودها في الجزائر وكذلك لاحقاً بعد عودتها لفرنسا- للاعتراف بحقوق النساء العربيات، فرفعت عرائض لتحسين التعليم وإلغاء تعدد الزوجات، ورغم ترسّخ آرائها عن الحضارة الإسلامية بكونها استبدادية، فقد وضّحت التأثير السلبي للاستعمار الفرنسي على المجتمع الذي حلّ عليه، فقد ادّعت أن قمع القانون الإسلامي تفاقم جراء التواطؤ بين الإداريين الفرنسيين والرجال العرب، وبالتالي اعتبرت النساء الخاضعات للاستعمار أهم المُقاسين، وأن سلطة الرجال لدى كل من العرب والفرنسيين قد جعلت من النساء الجزائريات الأقل تطوراً اجتماعياً، وأخلاقياً وثقافياً.
كما كتبت عن العواقب التي قاستها النساء العربيات بسبب الإسلام في الجريدة الجزائرية الجزائري الراديكالي، بالإضافة إلى جريدة المواطِنة، وقد أفضى نضالها في الجزائر دون عمد لاستغلاله كمبرر إضافي للاستعمار الفرنسي، نظراً لتسليطه الضوء على ما اعتُبر تردياً لحالة النساء العربيات في ظل الحكم الجزائري.
ونظراً لعدم تمكنها من الاستمرار في تمويل المواطِنة، توقفت الجريدة، بينما استمرت أوكلير بنشاطها، وفي عام 1900، شهدت تأسيس المجلس الوطني للنساء الفرنسيات كمنظمة جامعة للمجموعات النسوية في فرنسا، والتي انضمت جميعها سريعاً لمناصرة حق الاقتراع.

## انتقادات لنشاطها في الجزائر
تكتب جوليا كلانسي سميث -مؤلفة " دور الإسلام"، و"النوع الاجتماعي"، و"الهويات في صنع الجزائر الفرنسية"- أنه وبالرغم من انتقاد أوكلير للتأثير السلبي للاستعمار الفرنسي، فإنها تماثل النسويات البريطانيات المعاصرات باللجوء للحديث عن (أختية عالمية) لحماية الشعوب المُستعمَرة، ولكنها كانت نقيض ذلك في الحقيقة، منطوية على مبادئ استبدادية وهرمية.
وبينما لامت أوكلير الرجال الفرنسيين على مفاقمة (بربرية) الرجال العرب، وبالتالي مفاقمة سوء حالة النساء العربيات، فإن ما قامت به معظم خطاباتها المناصرة للنساء العريبات بالفعل هو تصويرهن كضحايا دينهن الخاص، فحسب كلانسي، ركزت كتابات أوكلير على العادات الجنسية المنحرفة أخلاقياً للسكان الأصليين، فعلى سبيل المثال، روى أكثر أقسام أعمال أوكلير استفزازاً تفاصيل محاججتها بأن «الزواج العربي إنما هو اغتصاب للأطفال».
كما تنتقد كلانسي نجاح أوكلير كناشطة؛ إذ إن جميع العرائض التي بعثت بها أوكلير نيابةً عن النساء الجزائريات قد قوبلت بعدم الاكتراث، وذلك حسب أوكلير ذاتها، ولا توجد سجلات لاستجابة النساء المسلمات أو وعيهن لنشاطها، إذ تجادل كلانسي أن أوكلير عادت إلى باريس عام 1892 دون أي نتائج ملموسة، عدا عن إقناع العديد -بشكل مثير للسخرية- بأن الجزائريين بربريون أكثر من المعقول ولا تلائمهم الحقوق السياسية.

## نشاطها اللاحق ووفاتها
مُنحت النساء المتزوجات في فرنسا أخيراً حق التصرف بأجورهن الخاصة في تموز/ يوليو عام 1907، نتيجة ضغط الجمعية المستبقة التي قادتها جين شمال،   ولكن القانون لم يكن مكتملاً، فكانت المرأة إذا اشترت شيئاً ما بمالها المكتسب ولم تستهلكه بنفسها، كقطعة أثاث على سبيل المثال، فإن ملكيته تتحول لزوجها، إلّا إذا وُجد عقد زواج يحدد خلاف ذلك، وهي حالة تُشاهد لدى الزوجين الناجحين فقط. 
في تشرين الثاني/ نوفمبر عام 1907، استسلم المجلس العام للسين لضغط أوكلير ومنح دعمه لمشروع قانون بول دوسوسوي لعام 1906، والذي اقترح حقاً محدوداً للمرأة بالاقتراع، ولكن أوكلير البالغة للعام الستين من عمرها آنذاك استمرت في دفعها للمساواة الكلية.
وباعتبارها إحدى الشخصيات المركزية في تاريخ الحركة الفرنسية لحقوق النساء، استمرت أوبرتين أوكلير نشاطها حتى وفاتها عام 1914 بعمر الخامسة والستين، ودُفنت في مقبرة بيير لاشيز في باريس، ويحيي التمثال على قبرها ذكرى " اقتراع النساء".

## روابط خارجية
- Un article sur l'action d'Hubertine Auclert au congrès ouvrier de 1879 dans Alternative libertaire d'octobre 2009.
- Discours in extenso d'Hubertine Auclert devant le congrès ouvrier de 1879